# Архангел (Marvel Comics)
Архангел (англ. Archangel), настоящее имя — Уоррен Кеннет Уортингтон III (англ. Warren Kenneth Worthington III) — персонаж, появляющийся в комиксах издательства Marvel Comics. Входил в первоначальный состав Людей Икс вместе с Циклопом, Зверем, Человеком-льдом и Профессором Икс. Архангел впервые появился под псевдонимом Ангел в комиксе X-Men (vol. 1) #1, созданном Стэном Ли и Джеком Кирби, в сентябре 1963 года.

## Биография
Уоррен Кеннет Уортингтон III вырос в богатой и известной семье. Его необычайные способности проявились в подростковом возрасте. Однажды мальчик заметил, что у него начали расти крылья. В это время он обучался в престижной частной школе. Сначала он скрывал от учителей и сверстников свои крылья. Однако с каждым днем они становились все больше. Вскоре Уоррен открыл у себя способность летать. Когда в студенческом общежитии начался пожар, Уоррен, рискуя быть разоблаченным, бросился спасать своих одноклассников и вынес их из огня.
Со временем крылья Уоррена стали такими длинными, что он больше не мог их прятать под одеждой. В конце концов, родители узнали о его удивительной способности. Новость о том, что их сын — мутант, стала для них настоящим шоком. Они забрали Уоррена из школы и отвезли в имение. Мать Уоррена не могла смириться с необычной внешностью своего сына, поэтому вскоре она и её муж уехали из поместья, оставив Уоррена на попечение прислуги и учителей. Для такой привилегированной семьи, как Уортингтоны, иметь сына-мутанта считалось страшным позором. Поэтому они делали все возможное, чтобы пресса и общество не узнали о том, что случилось с их сыном. Когда профессор Ксавьер предложил взять юношу в свою школу, они обрадовались этому обстоятельству. Наконец-то Уортингтоны могли поручить заботу об Уоррене специалисту, а главное, снять с себя все обязательства перед своим ребёнком. Уоррен был влюблён в Джин Грей, которая любила Скотта Саммерса. Позже стал Архангелом.

## Силы и способности

### Ангел
Уоррен Уортингтон — мутант, способный летать. На спине у него расположены настоящие крылья, размах которых достигает 4,5 метра, сила крыльев позволяет ему поднимать в воздух помимо себя ещё и груз сопоставимый весу 2-3 человек, а их прочность дают Уоррену возможность наносить ими весьма сильные удары, которые для обычных людей могут стать фатальными. Тело Уортингтона идеально приспособлено для полёта. У него, как у птицы, полые кости и прекрасно развита мускулатура. Он обладает необыкновенно острым зрением, а его дыхательная система имеет особое строение, что позволяет ему вдыхать кислород при полёте на очень большой скорости. Его кровь имеет исцеляющие свойства.

### Архангел/Смерть
После утери крыльев (причины различны в разных источниках) Архангел подвергается обширным генетическим изменениям. Его кожа становится темно-серо-синей и вместо обычных крыльев появляются металлические, которые могут прорезать почти любой материал, также он может использовать металлические перья, как снаряды. Кроме того кардинально меняется его характер. Вместо позитивного богатого плэйбоя Уоррен становится кровожадным и мстительным убийцей. Также Архангел не источает запаха, Росомаха не мог его учуять после трансформации.

## Другие версии

### Век-X
В этой вселенной Архангел помог мутантам защитить Крепость Икс от Эксонимов.

### Marvel Zombie
В серии комиксов Marvel Zombies Архангела кусают Шельма и Мисс Марвел. Позже он с остальными зомби нападает на замок Доктора Дума. Вскоре был убит Человеком-машиной.

### Noire
В этой вселенной Архангел был сброшен с крыши Школы Ксавьера Братством Мутантов. Полиция постановила, что это было самоубийство.

### Age of Apocalypse
Во вселенной Age of Apocalypse история Архангела такая же, как с Земли-616 до тех пор, пока Апокалипсис не захватил Америку. Архангел использовал своё богатство и статус, чтобы построить ночной клуб «Небеса», заведение, принимавшее и людей, и мутантов. Этот клуб — одна из немногих нейтральных территорий. В нём за хорошую цену предоставлялась полезная информация для обеих сторон конфликта. Также здесь как почётные гости принимались Элитные Силы Мутантов. Через некоторое время Карма, друг Архангела, умерла на его руках. В ярости он напал на цитадель Апокалипсиса, где был убит. Его смерть не была напрасной, так как это позволило Людям-X пробиться в здание.

### Ultimate Marvel

Ultimate Архангел. Обложка комикса Ultimate X-Men #40.

В этой вселенной люди считали, что Уоррен — существо с небес. Архангел (Уоррен Уортингтон III) был мутантом с растущими на спине крыльями. Уоррен — сын богатых родителей, которые, узнав, что их сын мутант, отдали его под опекунство Чарльза Ксавьера, тем самым избавив себя от обязательств. Уоррен стал участником Людей Икс и взял себе кодовое имя Архангел. Участнице Людей Икс, Шельме, не понравилось его появление. Она объяснила это тем, что Архангел и Демон (Курт) сошлись вместе, а это знак конца света.
Уоррен вступил во вторую команду Людей икс наряду с Призрачной Кошкой, Шельмой, Ночным Змеем и Искрой. Вскоре Уоррен вместе с Колоссом и Ночным Змеем сопроводил Искру в неофициальной миссии на Дикой Земле. Когда Профессор Икс узнал об этом, то крайне разозлился. Уоррен, поняв, что Элисон исключат из-за этого, взял всю вину на себя. Архангела исключили, но на самом деле это была секретная миссия для него. Профессор отправил его в команду мутантов, которую собирала Эмма Фрост.
Во время Ультиматума, когда Магнето затопил Нью-Йорк, погибла возлюбленная Архангела — Ослепительная. Ослеплённый местью, Уоррен участвовал в атаке на Астероид-М, но был убит Саблезубым, который прыгнул к нему на спину, отгрыз крылья и сломал его шею ногой. Тело Уоррена было похоронено вместе со всеми остальными погибшими Людьми Икс.

## Вне комиксов

### Телевидение
- В эпизоде The Sub-Mariner мультсериала «Супергерои Marvel» появился вместе с оригинальными Людьми-X — Зверем, Циклопом, Айсбергом и Джин Грей.
- В двух эпизодах сериала «Человек-паук и его удивительные друзья» (в The Origin of Iceman и A Firestar is Born) был озвучен Уильямом Коллоуэем.
- Появляется в мультсериале Люди Икс, где была показана история его происхождения. Ангел решает встретиться с учёным, который уверяет, что нашёл лекарство от мутации, но на самом деле это была Мистик, слуга Апокалипсиса, в его обличье, и Апокалипсис с помощью мучительной процедуры, в результате которой крылья Ангела становятся металлическими, а кожа бледно-синяя, превращает Ангела во всадника Смерть. Сам Ангел стал называть себя Архангелом. Во время битвы Апокалипсиса с Людьми-Икс Роуг высасывает из Архангела силы, возвращая тому память и сознание. После того Архангел стал одержим идеей мести Апокалипсису и тратил все время и состояние, чтобы найти способ его убить. В воспоминаниях Профессора-Х, Архангела можно увидеть в составе первых Людей-X, наряду с Человеком-Льдом. На стороне добра и зла Архангел появляется в сумме 7-и эпизодов сериала.
- Ангел появился в четырёх сериях мультсериала «Люди Икс: Эволюция». Во втором сезоне, в серии На крыльях Ангела, он спас людей от пожара, так же, как в комиксе pre-X-Men/Avenging Angel adventures. Магнето пытается завербовать его, но Циклоп и Роуг защищают его от злодея. В конце концов он становится их союзником. В финальном эпизоде Ангел показан наряду с другими Людьми Икс. Его озвучил Марк Хилдрет.
- Уоррен был показан в сериале «Росомаха и Люди Икс»: сначала в качестве Ангела, а позже — Архангела. Озвучен Лиамом О’Брайеном, который его озвучил ещё и в мультсериале «The Super Hero Squad Show».

### Кино

Бен Фостер в роли Уоррена Уортингтона III / Ангела в фильме «Люди Икс: Последняя битва».

Уоррен появился в 2006 году в фильме «Люди Икс: Последняя битва», где был сыгран Беном Фостером и Кейденом Бойдом (в детстве). В фильме, Уоррен (по прозвищу Ангел, но там у него псевдонима не было) является сыном богатого промышленника, который был удивлён мутацией своего ребёнка и задумал после этого создать лекарство от мутации. В воспоминаниях детства видно, как он пытается отрезать у себя из спины мелкие перья (которые в конечном счёте и превратят его в ангела). Уоррен был первым пациентом для прививки от мутации, однако он отказался. Уоррен сбивает с ног двух санитаров, которые хотели сделать ему инъекцию, и расправляет свои крылья. Он говорит отцу, что это он (отец) хочет сделать его нормальным, и, разбивая окно, вылетает из здания. Он ищет убежище в школе Ксавьера для одарённых подростков. Позднее появляется в финальной битве против Магнето и Братства мутантов, спасая своего отца после того как его сбросили Омега и Псайлок. В конце фильма, он летает через отремонтированные мосты Золотые Ворота. Ангел погибает во время забастовки в 2015 году.
Ангел появился в фильме «Люди Икс: Апокалипсис», где его сыграл Бен Харди. В изменённой временной линии Уоррена заставляют участвовать в подпольных боях мутантов под угрозой смерти, где он побеждает Пузыря, а позже сражается с Ночным Змеем. Уоррен проигрывает и повреждает свои крылья. Обоих мутантов освобождает Мистик. Позже его находит Апокалипсис, который создаёт ему новые крылья с металлическими лезвиями. Уоррен соглашается стать его всадником и вновь дерётся с Куртом Вагнером, который проник в пирамиду с целью спасти Профессора Икса. Погибает, когда на него падает реактивный самолёт.

### Видеоигры
- В игре «X-Men Origins. Wolverine» когда Росомаха обрушивает Стража в пустыне, можно заметить пролетающего мимо Архангела
- Неиграбельный персонаж в «X-Men Legends II: Rise of Apocalypse»
- Играбельный персонаж в Marvel Future Fight
- Играбельный персонаж в Marvel: Contest of Champions
- Играбельный персонаж в Lego Marvel Super Heroes 1

### Книги
- В книге «Люди Икс/Звёздный путь», что является кроссовером романа «Планета Икс»[4], он появляется как доктор Беверли Крашер, который находит техникоорагиченский вирус, который имплантировал в их систему Апокалипсис.
- Появляется в трилогии о Людях Икс под названием «Империя Мутантов».
- В рассказе Глена Хаумана «On The Air» в выпуске комикса Ultimate X-Men 1996 года, помещено большое интервью с Архангелом[5].
- В другом рассказе Глена Хаумана (1998) Архангел является одним из персонажей и дружит с Циклопом.
- В новелле «Люди Икс: Последняя битва» Архангел вместе с остальными членами команды отправляется на Алькатрас[6].